# Anaea laura
Anaea laura är en fjärilsart som beskrevs av Druce 1877. Anaea laura ingår i släktet Anaea och familjen praktfjärilar. Inga underarter finns listade i Catalogue of Life.